# Montiel
Montiel – gmina w Ciudad Real w hiszpańskiej wspólnocie autonomicznej Kastylia-La Mancha.
Powierzchnia gminy wynosi 271 km², zamieszkuje ją 1613 osób (stan na 2008 rok). Średnia gęstość zaludnienia to 85,6 osób na km². Burmistrzem jest Francisco Javier Álamo Amador z Partii Ludowej.
Na terenie gminy znajdują się ruiny zamku w którym po bitwie pod Montiel schronił się Piotr I, zabity później przez swego przyrodniego brata – Henryka II.